# Raïon de Lahoïsk
Le raïon de Lahoïsk (en biélorusse : Лагойскі раён, Lahoïski raïon) ou raïon de Logoïsk (en russe : Логойский район, Logoïski raïon) est une subdivision de la voblast de Minsk, en Biélorussie. Son centre administratif est la ville de Lahoïsk.

## Géographie
Le raïon couvre une superficie de 2 365,02 km2, dans le nord de la voblast. Il est limité au nord par la voblast de Vitebsk (raïon de Dokchytsy), à l'est par le raïon de Baryssaw, au sud par le raïon de Smaliavitchy et le raïon de Minsk, et à l'ouest par le raïon de Vileïka.

## Histoire
Le raïon de Lahoïsk a été créé le 17 juillet 1924.

## Population

### Démographie
Les résultats des recensements de la population (*) font apparaître une baisse presque continue de la population depuis 1959. Ce déclin s'est nettement accéléré dans les premières années du XXIe siècle :
Recensements (*) ou estimations de la population :
| 1959*  | 1970*  | 1979*  | 1989*  | 1999*  | 2009*  |
| ------ | ------ | ------ | ------ | ------ | ------ |
| 56 028 | 55 349 | 48 221 | 44 287 | 43 127 | 35 957 |

### Nationalités
Selon les résultats du recensement de 2009, la population du raïon se composait de deux nationalités principales :
- 92,8 % de Biélorusses ;
- 5,1 % de Russes.

### Langues
En 2009, la langue maternelle était le biélorusse pour 80,8 % des habitants du raïon de Lahoïsk et le russe pour 17 %. Le biélorusse était parlé à la maison par 55,5 % de la population et le russe par 40,3 %.